# Acolobicus erichsoni
Acolobicus erichsoni är en skalbaggsart som först beskrevs av Edmund Reitter 1877.  Acolobicus erichsoni ingår i släktet Acolobicus och familjen barkbaggar. Inga underarter finns listade i Catalogue of Life.